# پلاژ سن اونوفره

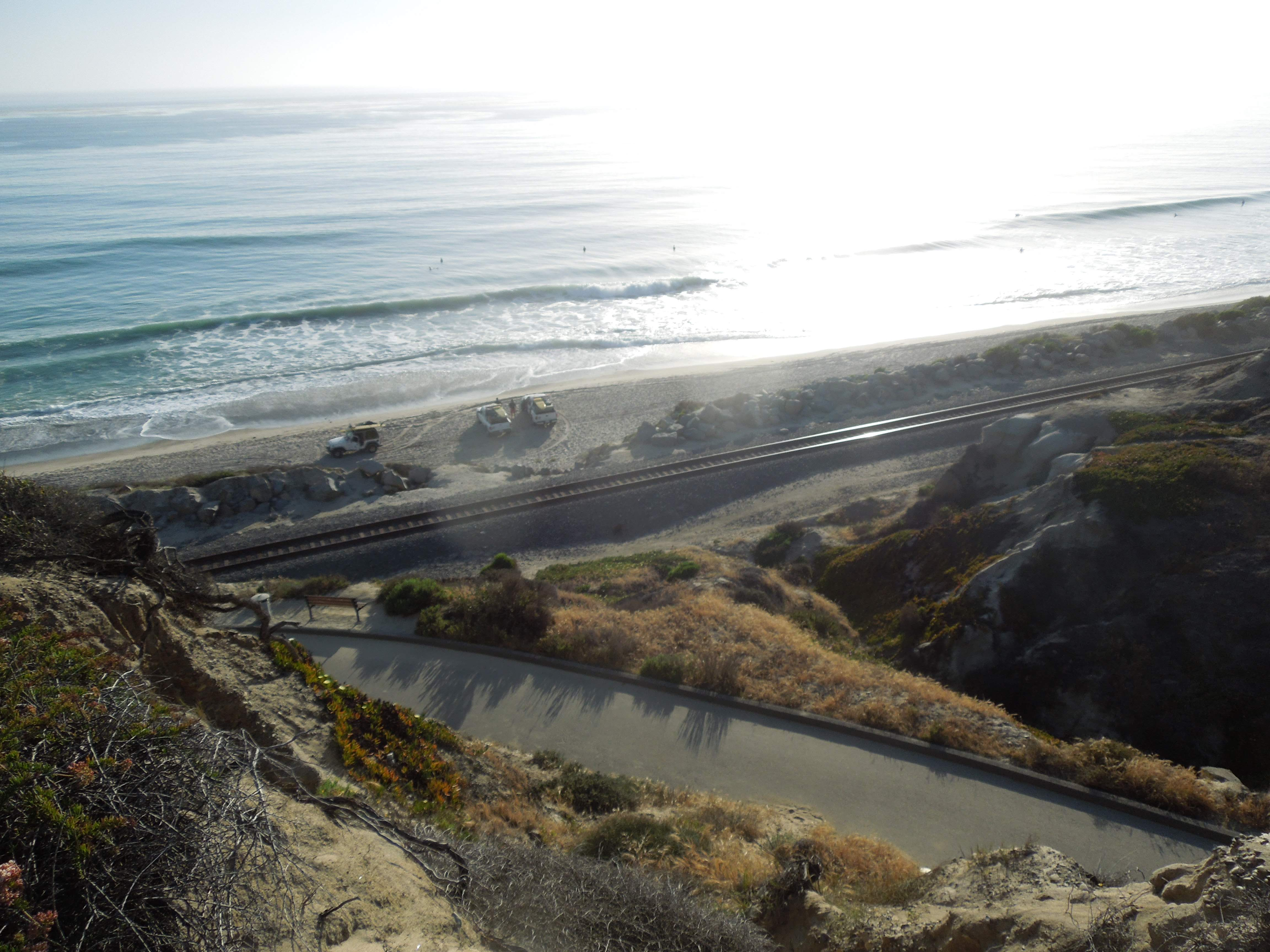

پلاژ سن اونفره (به انگلیسی: San Onofre State Beach) یک پارک ساحلی به طول ۵ کیلومتر و مساحت ۳۰۰۰ هکتار مربع که در جنوب متروپل لس‌آنجلس کالیفرنیا قرار دارد . این پارک ساحلی توسط تفنگداران ساحلی ایالات متحده آمریکا به دولت فدرال ایالت کالیفرنیا در سال ۱۹۷۱ اجاره داده شده است . فرماندار کالیفرنیا رونالد ریگان این پلاژ ساحلی را تأسیس کرد که هرساله میزبان ۲/۵ میلیون بازدیدکننده می‌باشد . ریشه نام این پلاژ به سنت اونفریوس قدیس قرن چهارم میلادی بر می‌گردد .

## جنجال غیرقانونی بودن
پلاژ تا پیش از سال ۲۰۰۹ یک پلاژ برهنگی بود ولی به دلیل ازدحام جمعیتی که از سوی مقامات ایالتی به سوی پلاژ صورت گرفت برهنگی در پلاژ غیرقانونی اعلام شد تا کنون تلاش‌ها برای قانونی کردن مجدد پلاژ شکست‌خورده است . امروزه برهنگی در ساحل سن‌اونوفره با مجوز در قسمتی موسوم تریل ششم از پلاژ امکان‌پذیر است . 

## نیروگاه هسته‌ای
در پلاژ سن اونفره یک نیروگاه هسته‌ای وجود دارد که در ژوئن ۲۰۱۳ تعطیل شده‌است . 